# Grotius (Den Haag)
Grotius (voorheen Grotiusplaats genoemd) is een bouwproject in Den Haag met twee woontorens. De hoogste toren, Grotius I, is ontworpen met een hoogte van 120 meter en de lagere toren, Grotius II, is ontworpen met een hoogte van 100 meter. Het project is genoemd naar Hugo Grotius.

## Bouw
Het complex is ontworpen door MVRDV, die het uiterlijk heeft geïnspireerd op voxels, zogenaamde 3D-pixels. Deze pixels vormen dakterrassen voor de woningen op de hoogste verdiepingen. Het wordt gebouwd door bouwcombinatie J.P. van Eesteren-BESIX, in opdracht van Provast. Tijdens de bouw wordt gebruik gemaakt van de uiteindelijke liften van het gebouw, wat als voordeel heeft dat bouwvakkers veel sneller op de juiste verdieping zijn. De oplevering is voorzien in 2022.

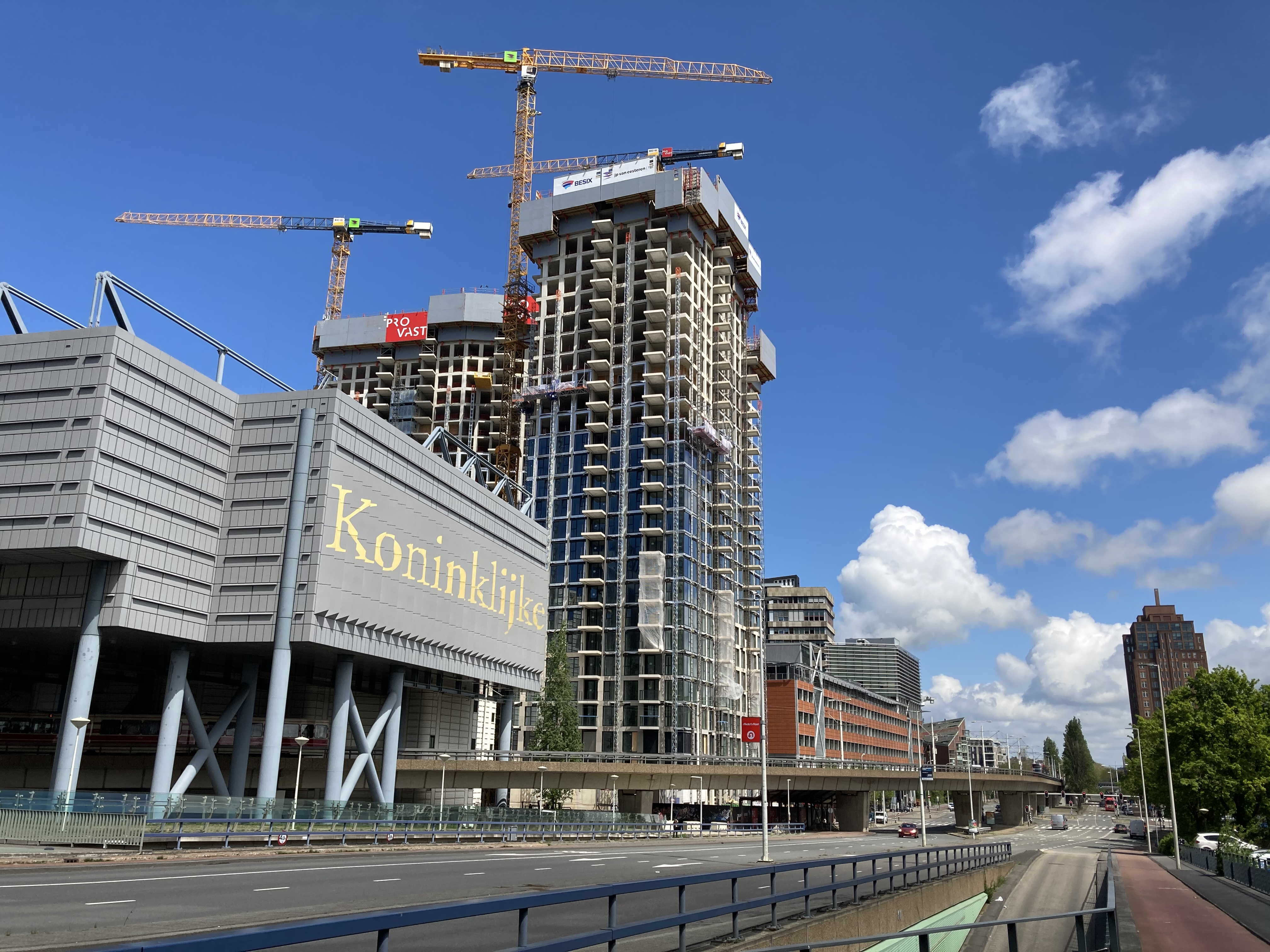
De bouw in mei 2021.
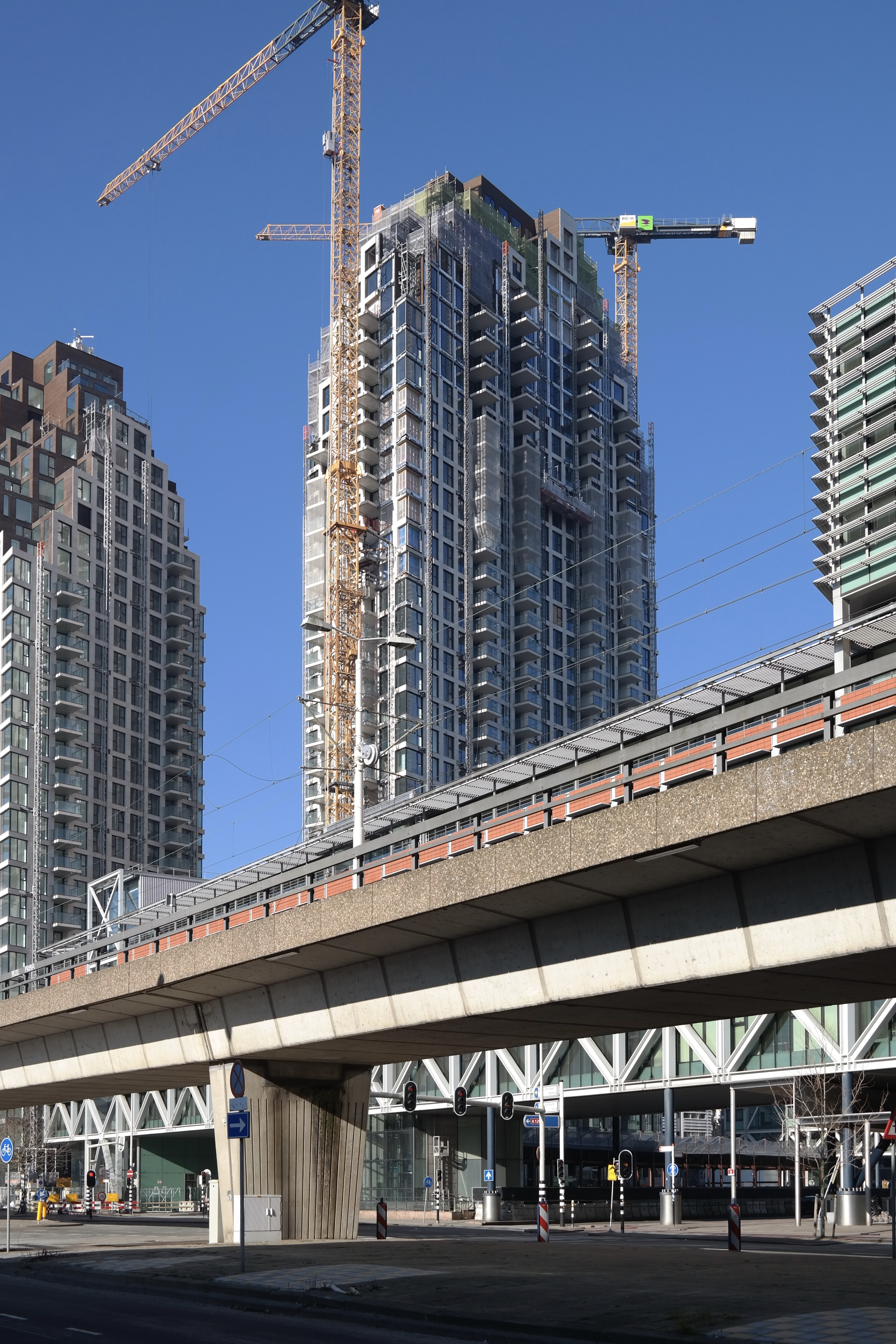
De bouw in maart 2022
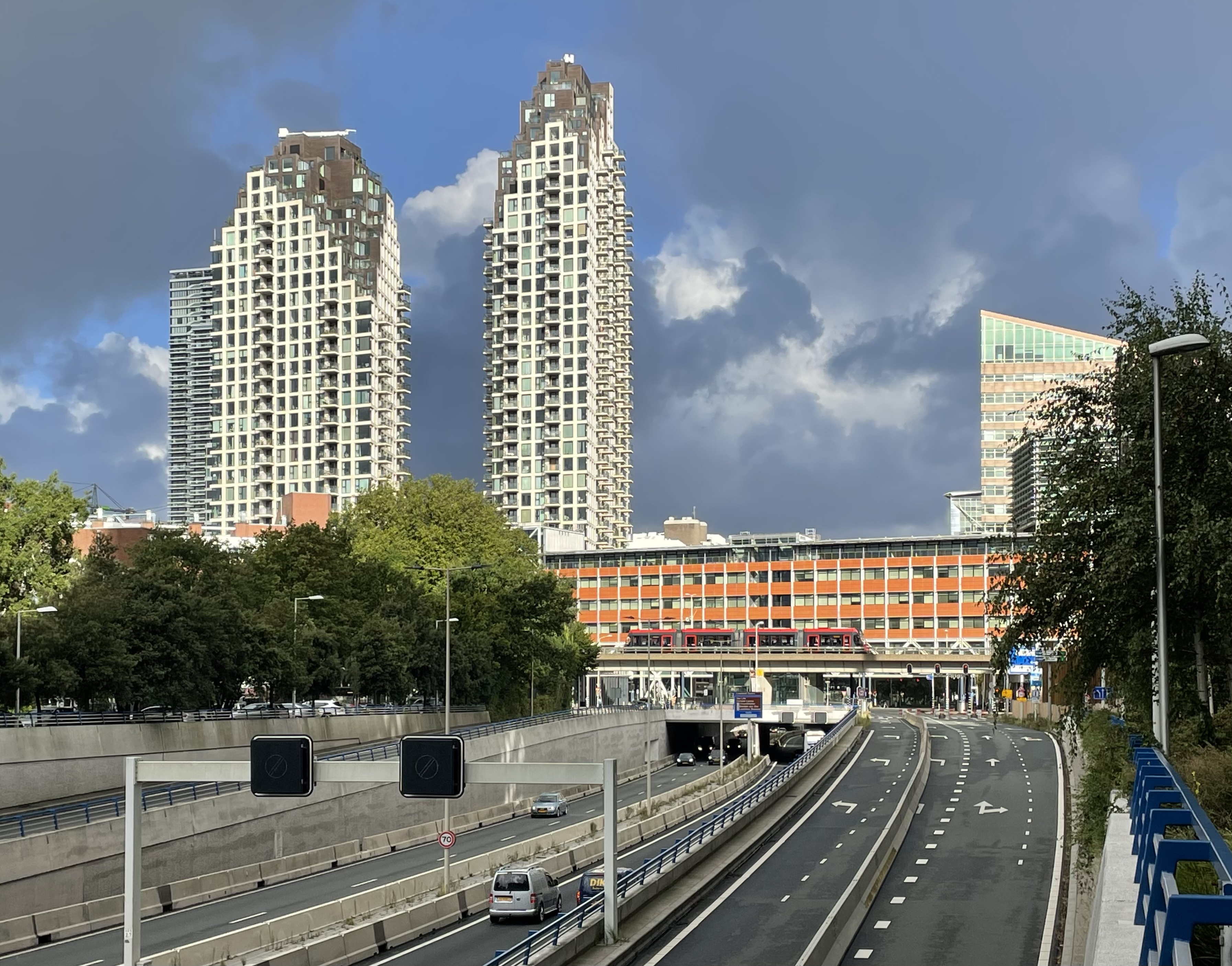
Met de Utrechtsebaan (A12)

### Opbouw en ligging
Het complex bestaat uit twee torens van ruim 120 en 100 meter hoog. De ligging naast de Utrechtsebaan zorgt ervoor dat die plaatselijk overkapt dient te worden om de woningen te beschermen tegen geluid en vooral uitlaatgassen en fijnstof. Voorbereidingen zijn hiervoor begin 2021 gestart. Er zijn in totaal 655 woningen voorzien waarvan 114 stuks betaalbare huurwoningen. Op de begane grond is ruimte gereserveerd voor verhuur aan horeca-ondernemingen.